# NGC 2672
NGC 2672 je galaksija u zviježđu Raku.

## Vanjske poveznice
- SEDS: NGC 2672